# UB 4
UB 4 war ein deutsches U-Boot vom Typ UB I der Kaiserlichen Marine während des Ersten Weltkrieges. Eine als Fischkutter getarnte britische U-Boot-Falle versenkte es im August 1915.
Im Oktober 1914 erhielt die Germaniawerft den Auftrag für UB 4 und begann im November mit dem Bau. Mit kaum mehr als 28 m Länge verdrängte UB 4 127 t im aufgetauchten und 142 t im getauchten Zustand. Es war mit zwei Bugtorpedorohren, zwei Torpedos und einem an Deck montierten Maschinengewehr bewaffnet. In Sektionen zerlegt wurde UB 4 per Bahn nach Antwerpen verfrachtet und dort wieder zusammengebaut. Der Stapellauf und die Indienststellung erfolgten im März 1915.
Während seines ersten Einsatzes im April konnte UB 4 den Dampfer Harpalyce des Belgischen Hilfswerks versenken. Das war die erste bestätigte Versenkung der U-Flottille Flandern. Von Mitte April bis Mitte August versenkte es drei weitere Schiffe. Am 15. August 1915 tauchte UB 4 in der Nähe des britischen Q-Ships Inverlyon auf. Das Segelschiff versenkte UB 4 mit Geschützfeuer. Keines der vierzehn Besatzungsmitglieder überlebte.

## Planung und Konstruktion
Nach dem schnellen Vorstoßen des Deutschen Heers entlang der Nordseeküste zu Beginn des Ersten Weltkrieges verfügte die Kaiserliche Marine über keine U-Boote, die in den engen und seichten Gewässern vor der Küste von Flandern operieren konnten. Ursprünglich forderte das RMA kleine, rein elektrisch betriebene U-Boote mit 80 t Verdrängung und einem Torpedorohr, die per Bahn zum Einsatzhafen transportiert und dort schnell zusammengebaut werden konnten. Nach der Überarbeitung durch die U-Boot-Inspektion entstand die eigentliche Konstruktion (Projekt 34) für den Typ UB I mit 125 t Verdrängung, 28 m Länge und zwei Torpedorohren, die das RMA Anfang Oktober 1914 genehmigte. UB 4 war eines der acht UB-I-Boote – UB 1 bis UB 8 – für welche die Germaniawerft knapp zwei Monate nach dem Beginn der Planungen am 15. Oktober 1914 den Auftrag erhielt.
Die Germaniawerft legte UB 4 am 3. November 1914 auf Kiel. Am 5. März 1915 erfolgte der Stapellauf in Kiel. UB 4 war 28,1 m lang, 3,2 m breit und hatte einen Tiefgang von 3 m. Es verfügte über nur eine Antriebswelle, an die ein 45 kW (60 PS) leistender Daimler-4-Zylinder-Dieselmotor für die Überwasserfahrt und ein Siemens-Schuckert-Elektromotor mit 89 kW (120 PS) für die Fahrt unter Wasser gekuppelt waren. Damit konnte es maximal 6,5 kn (12 km/h) über Wasser und 5,5 kn (10,2 km/h) unter Wasser erreichen. Bei Überwasserfahrt hatte es eine Reichweite bis zu 1.650 sm (3.056 km) und mit einer Batterieladung kam es unter Wasser bis zu 45 sm (83 km) weit. Wie alle Boote seiner Klasse war es für eine Tauchtiefe von 50 m ausgelegt und konnte aufgrund der vielen Flutöffnungen seiner Tauchtanks in 22 Sekunden tauchen.
UB 4 war mit zwei 45-cm-Torpedos in zwei Bugtorpedorohren bewaffnet. Ein 8-mm-Maschinengewehr konnte an Deck aufgebaut werden. Die Besatzung bestand aus einem Offizier und 13 Unteroffizieren und Mannschaften.
Nach seiner Fertigstellung auf der Germaniawerft wurde UB 4 für den Bahntransport nach Antwerpen vorbereitet. Zum Verladen des Bootes waren drei Tiefladewagen für die drei Sektionen des Bootskörpers und weitere Waggons für den Turm, Teile des Oberdecks, die Maschinen und die Akkumulatoren notwendig. Die Montage in Hoboken dauerte zwei Wochen. Zwei Schlepper überführten dann das Boot mittels Schwimmkästen die Schelde aufwärts und durch den Kanal Gent-Brügge zum Einsatzhafen nach Seebrügge. Dafür waren weitere fünfeinhalb Tage eingeplant.

## Einsätze
Oberleutnant zur See Karl Groß, 29 Jahre alt, erhielt mit UB 4 sein erstes U-Boot-Kommando und stellte es für die Kaiserliche Marine am 23. März 1915 in Dienst. Zu dem Zeitpunkt, als UB 4 bei der am 29. März 1915 aufgestellten U-Flottille Flandern eintraf, war die seit Februar laufende erste deutsche U-Boot-Offensive in vollem Gange. Während dieses Feldzuges erklärte Deutschland das Seegebiet um die britischen Inseln zum Kriegsgebiet, in dem alle feindlichen Schiffe zu versenken seien. Schiffe neutraler Länder dürften nicht angegriffen werden, es sei denn, sie könnten als Feindschiffe, die unter falscher Flagge fuhren, identifiziert werden.
Mit dem Auslaufen von UB 4 am 9. April begannen die Unternehmungen der neugebildeten Flandern-Flottille. Am nächsten Tag erzielte sie die erste bestätigte Versenkung der Flottille. Die unter britischer Flagge fahrende und vom „Belgischen Hilfswerk“ gecharterte Harpalyce war, nachdem sie Nahrungsmittel nach Rotterdam geliefert hatte, mit Ballast auf dem Weg nach Norfolk. UB 4 stieß zwischen Harwich und Hoek van Holland, etwa 7 sm (13 km) südöstlich von Noord Hinder Feuerschiff, auf den 5.940 BRT großen Dampfer und näherte sich ihm bis auf etwa 90 m. Das Deutsche Reich hatte dem Schiff freies Geleit zugesichert. Es war auf beiden Seiten mit dem Schriftzug „Belgian Relief“ gekennzeichnet und führte eine weiße Fahne mit derselben Aufschrift. Trotzdem torpedierte Groß die Harpalyce ohne Warnung. Sie sank innerhalb von fünf Minuten ohne die Möglichkeit, ihre Rettungsboote auszusetzen. Die holländischen Dampfer Elisabeth und Constance nahmen zusammen mit dem amerikanischen Dampfer Ruby die Überlebenden auf. Der Leiter des belgischen Hilfswerkes, Herbert C. Hoover, bestätigte, dass die Schiffscharter mit dem Löschen der Ladung in Rotterdam endete. Er hatte die feste Zusicherung, dass Schiffe, die für das Hilfswerk unterwegs seien, nicht behelligt würden. Deshalb bezweifelte er, dass das Schiff einem Torpedoangriff zum Opfer gefallen sei. Der Kapitän der Harpalyce und 14 Mitglieder der 44-köpfigen Besatzung kamen bei dem Angriff ums Leben. Die Harpalyce war das größte in der Laufbahn von UB 4 versenkte Schiff.
Bei seiner zweiten Unternehmung versenkte UB 4 das griechische 2.989-BRT-Schiff Ellispontos. Der Dampfer war auf dem Weg von Montevideo nach Amsterdam, als ihn Groß am 17. April mit zwei Torpedos versenkte. Die Versenkung war ein Versehen, da die Ellispontos ohne Flagge und Kennzeichen fuhr. Das Deutsche Reich leistete Schadensersatz. Obwohl die deutschen U-Boote im Mai und auch im Juni über 100.000 BRT Schiffsraum versenkten, konnte UB 4 nichts dazu beitragen. Erst am 29. Juli versenkte das Boot den belgischen Kohlendampfer Princesse Marie Jose. Das 1.954-BRT-Schiff kam von Dunston und steuerte Bordeaux an, als es UB 4, 1,5 sm (3 km) vom Shipwash-Feuerschiff entfernt, torpedierte.

### Untergang
Am 14. August 1915 wurde der britische 59-BRT-Fischkutter Bona Fide 35 sm (65 km) ostnordost von Lowestoft von einem U-Boot gestoppt, geentert und mit Sprengpatronen versenkt. Laut der Website uboat.net ist dieser Angriff wahrscheinlich UB 4 zuzuschreiben, da es seine vierzehnte Unternehmung in dieses Gebiet führte. Im gleichen Gebiet näherte sich UB 4 am nächsten Tag einer Gruppe von Fischkuttern. Einer der Kutter war eine U-Boot-Falle, was Groß, der Kommandant von UB 4, nicht wissen konnte.
Das Q-ship, die Inverlyon, war mit einem versteckten 4,7-cm-Hotchkiss-Geschütz ausgestattet. Gegen 20:20 Uhr tauchte UB 4 auf und ging wegen des diesigen Wetters bis auf etwa 25 m Entfernung an die Inverlyon heran. Kommandant Groß stand im Turm und rief auf Deutsch Kommandos an die Mannschaft der Inverlyon. Kanonier Ernest Jehan, Kommandant der Inverlyon, ließ den White Ensign setzen und das Feuer eröffnen. Der erste und dritte Schuss trafen den Turm, der zweite Schuss riss den hinteren Teil der Kommandobrücke weg. Dabei fiel der Kommandant ins Wasser. UB 4 trieb steuerlos hinter der Inverlyon vorbei. Die Geschützmannschaft gab weitere sechs Schuss auf das U-Boot ab, von denen vier trafen. Der Rest der Mannschaft beschoss UB 4 mit Handfeuerwaffen. Das Boot sank über den Bug, bis es letztendlich fast senkrecht aufgerichtet unter der Wasseroberfläche verschwand. Der Skipper der Inverlyon, Phillips, sprang über Bord und versuchte noch vergeblich, ein Mannschaftsmitglied von UB 4 zu retten. Keines der vierzehn Besatzungsmitglieder überlebte.
Der Rumpf von UB 4 verfing sich in dem von der Inverlyon zur Tarnung ausgelegten Schleppnetz und hielt das Q-ship wie ein Anker fest. Ein anderer Fischkutter wurde mit einem Bericht über das Gefecht losgeschickt. In der Morgendämmerung folgten zwei Brieftauben mit der Bitte um Unterstützung und Instruktionen. Die mögliche Bergung von UB 4 wurde abgelehnt und die Netze durchschnitten, so dass das U-Boot zu Boden sinken konnte. Das Wrack von UB 4 liegt auf der Position 52° 43′ N, 2° 18′ O. Für die Versenkung von UB 4 bekam Jehan das „Distinguished Service Cross“ verliehen. Die Besatzungsmitglieder der Inverlyon teilten sich das von der Admiralität ausgesetzte Kopfgeld.

## Erfolge
| Datum         | Name                 | Typ          | Tonnage (BRT) | Nationalität           | Schicksal |
| ------------- | -------------------- | ------------ | ------------- | ---------------------- | --------- |
| 10. Apr. 1915 | Harpalyce            | Frachtschiff | 5.940         | Vereinigtes Königreich | versenkt  |
| 17. Apr. 1915 | Ellispontos          | Frachtschiff | 2.989         | Griechenland           | versenkt  |
| 29. Juli 1915 | Princesse Marie Jose | Frachtschiff | 1.954         | Belgien                | versenkt  |
| 14. Aug. 1915 | Bona Fide            | Fischkutter  | 59            | Vereinigtes Königreich | versenkt  |
|               |                      | Gesamt:      | 10.942        |                        |           |